# Xiaotao
Xiaotao (kinesiska: 小陶) är en köping i sydöstra Kina. Den ligger i Yong'an i staden Sanming i provinsen Fujian, omkring 220 kilometer väster om provinshuvudstaden Fuzhou. Antalet invånare är 24 861. Befolkningen består av 11 763 kvinnor och 13 098 män. Barn under 15 år utgör 16,0 %, vuxna 15-64 år 72 %, och äldre över 65 år 11,0 %.